# Lipotaxia subvestita
Lipotaxia subvestita là một loài bướm đêm trong họ Geometridae.